# Козловська фортеця
Козловська фортеця (до 1738 року Дрієцька, Новозачата, Нова, також Крутоярська)  — 11-а фортеця, споруджена у 1731 році за зразковим проектом фортець Української лінії. Розташована у межиріччі Берестової, Орелі й Орчика поблизу від села Скалонівка, (Зачепилівського району, Харківської області) на правому березі річки Берестова.
При фортеці знаходився Другий батальйон Козловського ландміліційного кінного полку.

## Історія
Тут у 1733 році розмістився 2-й батальйон одного з 20 ландміліційних полків, який був сформований у російському місті Козлові. Від назви міста Козлова отримав назву кінний полк, а фортеця, з 1738 року стала називатися Козловською (1-й батальйон полку розміщувався в Федорівській фортеці).
В 1770 році піхотні ландміліційні полки увійшли до складу армії, а Український корпус було скасовано. З 11-ти існуючих на той час ландміліційних полків чотири зберегли свої назви, а інші увійшли до складу інших полків. Козловський полк увійшов до складу Тенгінського піхотного полку (який як 77-й піхотний Тангінський полк проіснував до 1918 року).

## Архітектура фортеці
Фортеця споруджувалася за типовим для Української лінії проекту, земляна, квадратна в плані, чотирьохбастіонна. Не була споруджена в повний проектний профіль. Це стало однією з причин поганого збереження фортеці, значна частина якої до теперішнього часу зруйнувалася. Збереглися фрагменти двох бастіонів висотою близько 2 м. Від Козловської фортеці вал і рів тягнулися в бік одинадцятої на лінії Федорівскої фортеці (збереглася ділянка валу) і тринадцятої — Ряської (сліди вала).

## Також
- Українська лінія